# Barylypa fulvescens
Barylypa fulvescens là một loài tò vò trong họ Ichneumonidae.